# Ургентни центар (српска ТВ серија, 2. сезона)
Друга сезона серије Ургентни центар је премијерно почела са емитовањем 17. септембра 2018. године и броји 60 епизода.

## Опис
Серија прати рад здравствених радника у Ургентном центру у Београду.

## Улоге

### Главне
- Марко Јањић као др. Марко Павловић
- Тамара Крцуновић као др. Милица Лукић
- Милица Јанкетић као медицинска сестра Катарина Грујић
- Иван Босиљчић као др. Немања Арсић
- Зинаида Дедакин као медицинска сестра Љиљана Милановић
- Иван Јевтовић као др. Рефик Петровић
- Дубравка Мијатовић као др. Сара Коларов
- Немања Јаничић као Љубомир Марковић
- Миодраг Драгичевић као Никола Ристић
- Мики Манојловић као др. Лазар Шћепановић

### Епизодне
Лекари и студенти
- Јелица Сретеновић као др. Анђела Недовић
- Сузана Уна Првуловић као др. Лара Перовић
- Милица Мајкић као студенткиња Дијана Маровић
- Раде Миљанић као др. Стева
- Воја Брајовић као др Гвозден Цвијановић
- Маја Митић као др. Ана Пејовић
- Анђела Јовановић као студенткиња Ева Срнић
- Стојан Ђорђевић као студент (касније др.) Златко Кораћ
- Слободан Бештић као др. Михајло Христић
- Момчило Мурић као др. Делибашић
- Борис Исаковић као др. Илић
- Јован Мијовић као др. Пријовић
- Владимир Вучковић као др. Зоран Бошковић
- Ђорђе Драгичевић као др. Пецикоза
- Александар Милисављевић као др. Пешић
- Бранко Видаковић као др. Димитрије Принцип
- Јелисавета Орашанин као др. Маргарета Мандић
- Јелена Ђукић као др. Тамара Чалић
- Стефан Радоњић као др. Јован Франић
- Нина Сеничар као др. Соња Гајшек
- Ана Стефановић као др. Гонцић
- Ања Алач као др. Јасмина Стошић
- Нина Мрђа као студенткиња Александра Гајић
- Алекса Радојловић као студент Горан Јокић
- Петар Митић као др. Максим Ракочевић

Болничари
- Даница Тодоровић као сестра Стана
- Маја Николић као сестра Мара
- Горица Регодић као сестра Жика
- Јелена Пузић као сестра Саша
- Маша Ђорђевић као сестра Зое Дробњак
- Александра Бабовић као сестра Јасна

Запослени и хитна помоћ
- Ивана Дудић као Наташа Бајић
- Јована Балашевић као шалтерска службеница Ана
- Драгана Мићаловић као шалтерска службеница Петра
- Верољуб Јефтић као адвокат Аца
- Лазар Миљковић као болничар Видоје
- Младен Совиљ као болничар Дарко Јакшић „Јакша”
- Анастасија Мандић као социјална радница Дуња Ћук
- Никола Штрбац као болничар Света
- Драгиња Милеуснић као службеница Правне службе Божена Павасовић
- Анита Стојадиновић као болничарка
- Немања Николић као болничар Марић

Породица
- Ивана Поповић као Невена Павловић
- Маша Артико[1]/Тиња Дамњановић[2] као Сања Павловић
- Наташа Марковић као Дуња Лукић
- Марко Николић као Храбрен Лукић
- Дара Џокић као Цвета Лукић
- Милош Ђуровић као Стева Бајић
- Ирена Јовановић као Сандра
- Звонко Митровић као Адил
- Тихомир Арсић као Страхиња Арсић
- Горица Поповић као Гордана Арсић
- Драгана Мркић као Хелена Грујић
- Продана Бркић као Рефикова мама
- Петар Новићевић као Дејан Ћук
- Милан Милошевић као Мирослав, Дуњин дечко[3]
- Милица Стефановић као Јасна Радић

Остале улоге
- Борис Комненић као Милијаш[4]
- Лазар Дубовац као Марко Обрадовић[5]
- Бранкица Себастијановић као Мирка Обрадовић[5]
- Исидора Грађанин као Лидија Вукић[6]
- Ана Сакић као Сандра[7]
- Душан Глигоријевић као Сандрин син[8]
- Ана Јовановић као Марија Сенић[9]
- Александар Динчић као полицајац Вукас[10]
- Миодраг Милованов као Глиша[11]
- Љиљана Стјепановић као Хана[12]
- Марија Масал као др. Анкица Крсмановић[13]
- Љубинка Кларић као Калина[14]
- Никола Јанковић као Коста Стојковић[15]
- Милош Лаловић као Давор[16]
- Никола Ђорђевић као Јакша[17]
- Вера Арсић као Вања[18]
- Зоран Максић као господин Зарић[19]
- Александра Ћосић као Селена[20]
- Јован Љубеновић као Тадија

## Епизоде
| Бр. у серији | Бр. у сезони | Назив                                 | Редитељ              | Сценариста        | Пpемијерно емитовање |
| --- | ------------ | ------------------------------------- | -------------------- | ----------------- | -------------------- |
| 17 | 1            | „Нека буду два срца”                  | Небојша Радосављевић | Марко Бацковић    | 17. септембар 2018.  |
| Др. Пецикоза, жењен човек, покушава да започне везу са Милицом Лукић тражећи да изађе на вечеру са њом. Стажисткиња Дијана је несвесно појела чоколадицу са ЛСД-ем. Катарина Грујић се занима за случај девојчице Рускиње која је остављена у Ургентном центру. Полицајац Лепомир доводи повређеног пса. |              |                                       |                      |                   |                      |
| 18 | 2            | „Рођендан”                            | Небојша Радосављевић | Марко Бацковић    | 18. септембар 2018.  |
| Некоме је рођендан. Мајка др. Рефика Петровића слави рођендан, а др. Рефик очајнички покушава да нађе некога да покрије његову смену. Он, међутим, одлучује док му сарадник, др. Дангубић, указује да је одсутан превише често и да би требало да размотри одсуство док се стање његове мајке не реши. Никола Ристић мисли да је др. Рефику рођендан па му спрема изненађење. Ћерка др. Марка Павловића такође слави рођендан, али он га пропушта због хитног случаја у болници. Старији, усамљени човек у последњој фази рака стиже у Ургентни центар на свој рођендан. |              |                                       |                      |                   |                      |
| 19 | 3            | „Несаница у Београду”                 | Небојша Радосављевић | Марко Бацковић    | 24. септембар 2018.  |
| Катарина Грујић наставља са својим плановима да усвоји малу Татјану, али њена прошлост указује да она није прикладна за то због покушаја самоубиства. Др. Рефик Петровић наставља да се бори како би могао више времена да проводи са својом мајком. Др. Немањи Арсићу стиже у УЦ злостављано дете. Др. Марко Павловић, Рефик и Никола Ристић предузимају изузетне мере како би спасли човека од побеснелог доктора Арсића. Инспекција и Служба за социјални рад стижу да провере поступке у УЦ-у, али није све баш онако као што изгледа. Супруга др. Павловића има важно обавештење за њега. Рефикова мама је имала озбиљну несрећу кад је заспала на двоседу. |              |                                       |                      |                   |                      |
| 20 | 4            | „Порођај”                             | Небојша Радосављевић | Марко Бацковић    | 25. септембар 2018.  |
| Др. Рефик се суочава са последицама пада своје мајке и претерао је кад је почео да наваљује код својих сарадника и да се бори за њену операцију. Др. Павловић се бави породиљом којој је остало још две недеље до порођаја. Он одлучује да покуша да спаси дете у УЦ-у, а исходи бивају трагични. |              |                                       |                      |                   |                      |
| 21 | 5            | „Пун месец суботом увече”             | Небојша Радосављевић | Марко Бацковић    | 1. октобар 2018.     |
| Др. Марка Павловић још увек прогања смрт труднице и није сигуран да ли може даље да ради као лекар. На молбу др. Милице Лукић, он одлази са радног места, а она га мења у ноћној смени, али на несрећу, нови шеф УЦ-а стиже ненајављено. Др. Лукић задивљује новог шефа многим случајевима у напорној ноћи. Она такође мора да се бави случајем младог човека који је имао саобраћајну несрећу, али је врло могуће да пати и од нечега што је много озбиљније. Мајка др. Рефика Петровића је и даље у болници и не прихвата чињеницу да њене повреде и њено здравствено стање значе да ће јој требати стална здравствена нега. |              |                                       |                      |                   |                      |
| 22 | 6            | „Кула од карата”                      | Данило Бећковић      | Марко Бацковић    | 2. октобар 2018.     |
| Др. Марко Павловић још увек има тешкоћа са нагомиланим предметима у УЦ-у, а нови шеф особља све више забрињава. Др. Павловић се такође суочава са тешким испитивањем како би се испитало његово поступање у случају преминуле болеснице. Др. Рефик Петровић има тежак задатак да каже својој мајци да ће морати да је смести у Дом. Трудна сестра др. Милице Лукић се враћа да живи са њом. Др. Немања Арсић се бави случајем младе девојке са срчаном тешкоћом. |              |                                       |                      |                   |                      |
| 23 | 7            | „Људи смишљају, бог се смеје”         | Данило Бећковић      | Сара Радојковић   | 8. октобар 2018.     |
| Марко Павловић схвата да му се брак распада и врло је забринут колико мало времена проводи са својом ћерком. У Ургентни му стиже осмогодишње дете са срчаном маном којој треба операција. Милица Лукић покушава да уразуми своју трудну сестру Дуњу и да је натера да схвати трудноћу озбиљно, али не успева баш у томе. Др. Рефик Петровић покушава да пронађе хирурга који ће радити на тешкој операцији анеуризме мозга која би могла да пукне у било ком тренутку. Он је такође забринут због здравља своје мајке, а уједно га све више привлачи др. Наташа Бајић. Немања Арсић све више пажње посвећује Дуњи Ћук, а прича постаје још озбиљније кад је пристао да буде помоћни тренер у екипи њеног сина. |              |                                       |                      |                   |                      |
| 24 | 8            | „Љубав међу рушевинама”               | Данило Бећковић      | Сара Радојковић   | 9. октобар 2018.     |
| Др. Милица Лукић и сестра Каја треба да прегледају навијачице које се понашају јако чудно. Њихов тренер такође треба да се прегледа, али он се поверава Каји да има једна ствар. До Кајине свадбе има само још две недеље па се она и Христић баве завршним спремањима и раде на писању брачних завета. Др. Лукић ради са жртвом чији дечко користи осећајну уцену како би је задржао да га не напусти. Милица Лукић не може више да издржи тешкоће које има са својом трудном сестром Дуњом и саопштава јој да мора да се сели. |              |                                       |                      |                   |                      |
| 25 | 9            | „Мајчинство”                          | Данило Бећковић      | Сара Радојковић   | 15. октобар 2018.    |
| Дан жена. Неколико запослених у УЦ-у се баш на данашњи дан суочава са великим променама у животу. Сестра др. Милице Лукић, Дуња, је родила прелепу и здраву бебу којој одлучује да да име по својој сестри - Милица. Ствари почињу да иду наопако, а кад је њихова мајка, која је пристала да узме дете и брине неко време о Дуњи и детету, ипак одједном одлучила да је довољно учинила и да ће Милица Лукић морати да се брине о њима. Никола Ристић одбија понуду за приправничку праксу у УЦ-у у нади да ће ускоро добити прилику за прву операцију. Каја је преоптерећена завршним спремањима како се ближи дан њене удаје. |              |                                       |                      |                   |                      |
| 26 | 10           | „Све старо је опет ново”              | Данило Бећковић      | Сара Радојковић   | 16. октобар 2018.    |
| Последњи дан је Николи Ристићу у УЦ-у и први пут му није сметала равнодушност др. Рефика Петровића. Касније је сазнао како му је Рефик дао одличну оцену и сјајну процену. Ристић добар део дана проводи са младом жртвом леукемије. Веза Рефика и Наташе Бајић долази до раскрснице. Др. Марку Павловићу је понуђен бољи положај у болници. Ближи се велики дан за Кају Грујић, али све је веће питање да ли ће до свадбе доћи или ће једно од њих двоје остати само испред олтара. |              |                                       |                      |                   |                      |
| 27 | 11           | „Добродошао назад, Ристићу”           | Небојша Радосављевић | Марко Бацковић    | 22. октобар 2018.    |
| Пуцњава у граду. Велика гужва у Ургентном центру због великог броја рањених болесника међу којима је и једна трудница коју др. Рефик покушава да спасе. Никола Ристић по повратку у Ургентни центар први пут касни на посао јер му је каснио ваздухоплов, а то је рањену трудницу могло скупо да кошта. Марку Павловићу стижу 4 нова студента на праксу. Једна од њих, прелепа Ева Срнић, посебно запада за око младом Николи Ристићу. Она се првог дана у УЦ-у посебно истакла својим знањем. Др. Марко Павловић мора да донесе тешку одлуку - ко ће бити нови шеф стажиста. Марко има своју могућност, међутим, начелник Шћепановић му је дао предлог са којим се Марко у првом тренутку баш и није слагао. |              |                                       |                      |                   |                      |
| 28 | 12           | „Летња трка”                          | Небојша Радосављевић | Марко Бацковић    | 23. октобар 2018.    |
| Катарина Грујић је дежурна са екипом Хитне помоћи на терену и имају случај упуцавања два дечака од 15 година. Ева и Ристић проводе заједно ноћ у УЦ-у, а ујутру их проналази др. Рефик који је у најмању руку збуњен стањем. Сара Коларов је нова шефица стажиста и од првог дана уводи строге мере које сви морају да поштују. Између до ње и Каје долази до мањег сукоба. Рефик и Наташа Бајић настављају своју причу. Дуња доводи бебу Милицу у УЦ и моли своју сестру, др. Лукић, да поред свих својих обавеза пази и на бебу. Нешто касије, Милица сазнаје да је Дуња све време лагала да иде на предавања. Др. Немања Арсић је револтиран и љут због избора новог шефа стажиста. Каја Грујић и нови техничар Дарко постају све ближи. Др. Немања Арсић има случај малог дечака са опекотином ког је мајка на кратко оставила у болници и коме је неопходна психијатријска помоћ. Испред УЦ-а, Рефик примећује Наташу Бајић која има тешкоћа са колима па прилази да јој помогне и упознаје њеног супруга Стеву. |              |                                       |                      |                   |                      |
| 29 | 13           | „Учини неком, научи неког, уби неког” | Небојша Радосављевић | Сара Радојковић   | 29. октобар 2018.    |
| Др. Сара Коларов наставља са увођењем нових правила у УЦ због којих све чешће улази у сукоб са сарадницима. Немања Арсић преузима случај дечака који је ХИВ позитиван и који је замало умор грешком лекара због погрешно преписаних лекова. У Ургентни центар стиже Ана која је распоређена ту на друштвено-користан рад због кршења закона. Одмах је запала за око Немањи Арсићу. Наташа и Рефик и даље покушавају да реше тешкоће, али нису ни близу решења. Наташа саопштава Рефику да ипак није спремна да напусти супруга и брак. Николи Ристићу умире болесник на операционом столу. Ева покушава да му помогне да превазиђе прелом. Дуња Лукић саопштава сестри да на неко време мора да оде. Милица Лукић остаје сама са бебом. |              |                                       |                      |                   |                      |
| 30 | 14           | „Који живот?”                         | Небојша Радосављевић | Сара Радојковић   | 30. октобар 2018.    |
| Милица Лукић се суочава са све више обавеза које носи одгајање мале бебе. Њен посао за сада не трпи, иако др. Сара Коларов мисли другачије и даје јој све лакше случајеве због чега улазе у расправу. Др. Лукић има подршку др. Немање Арсића који и даље није нашао заједнички језик са др. Коларов. Милица Лукић има тешкоћа да нађе довољно добру дадиљу. Појављује се случај четрнаестогодишњакиње која је трудна, а не сме да каже мајци. Љубав Еве и Ристића наилази на прве препреке. Стиже још један случај малолетнице која је упуцана у груди. Лекари покушавају на све начине да је спасу. |              |                                       |                      |                   |                      |
| 31 | 15           | „А са дететом их је двоје”            | Небојша Радосављевић | Марко Бацковић    | 5. новембар 2018.    |
| Др. Сара Коларов има слободан дан и због тога влада позитивна атмосфера у УЦ-у. Милица Лукић се упознаје са могућим хранитељима мале Милице, уколико остане при томе да је да на усвајање, а уједно посећује заступницу да да се распита око поступка уколико реши да она усвоји малену Милицу. Др. Рефик има случај злостављане жене од стране супруга. Она не жели да сарађује и остаје при томе да су повреде настале услед пада. Рефик ипак одлучује да случај пријави полицији надајући се да неће бити отежавајућа околност то што јој је муж такође полицајац. Арсићу у УЦ поново долази дечак Филип који има сиду. Немања покушава да му ублажи болове и помогне, али у случај се изненада умешао Марко Павловић па мајка одлучује да одведе Филипа кући. |              |                                       |                      |                   |                      |
| 32 | 16           | „Овакви дани”                         | Данило Бећковић      | Сара Радојковић   | 6. новембар 2018.    |
| У Ургентном центру у коме су повређени навијачи данас је први радни дан стажисткињи Наташи Бајић. Марко је заборавио извештаје у Арсићевом стану па се вратио јер су му потребни за Шћепановића и у стану затекао неочекивано стање због које је касније дошло до сукоба између др. Арсића и др. Павловића. Ева Ристићу саопштава шта се синоћ десило са Арсићем. Др. Арсић и даље има тешкоћа са овлашћењем и решава да задржи једног дечака на испитивању иако је начелник педијатрије потписао отпусну листу. Бесан одлуком др. Арсића, он му саопштава да му уговор са УЦ-ом истиче за нешто више од месец дана и да има довољно времена да нађе нови посао. |              |                                       |                      |                   |                      |
| 33 | 17           | „Пакао и окно лифта”                  | Данило Бећковић      | Сара Радојковић   | 12. новембар 2018.   |
| У једној личној амбуланти Немањи нуде одличне услове за рад, али он није сигуран да ли жели да напусти Ургентни центар. Касније креће на заказано отварање са Лидијом, али на путу ка ресторану су му се покварила кола. Док је смишљао шта даље, на прозор му је закуцао дечак коме је брат упао у окно лифта на градилишту. Немања је без недоумице јурнуо на градилиште. Др. Рефик, Ристић и Веа покушавају да спасу живот девојчици Мили коју су ударила кола. |              |                                       |                      |                   |                      |
| 34 | 18           | „Тајни делилац”                       | Данило Бећковић      | Сара Радојковић   | 13. новембар 2018.   |
| У сали за састанке Ургентног центра чекају др. Арсића. Делибашић негодује због тога што Арсића сматрају јунаком и што ће примити награду јер је спасао дечака који се повредио на градилишту. Начелник Шћепановић сматра да је др. Немања Арсић донео добру одлуку кад је одлучио да не чека кола хитне помоћи већ да са ТВ екипом довезе дечака у Ургентни центар што му је спасило живот. Лукићева и Павловић се баве девојчицом која је покушала да се убије. С њом у Ургентни центар стиже и њен брат близанац. Ствар се усложила кад је отац девојчице и дечака непажњом болничарки открио да је она трудна. |              |                                       |                      |                   |                      |
| 35 | 19           | „Дом”                                 | Данило Бећковић      | Сара Радојковић   | 19. новембар 2018.   |
| Милица Лукић доводи Арсићу бебу Милицу да је прегледа јер јој је много сумњиво што беба кашље. У исто време, у Ургентни центар доводе бебу стару два месеца која не дише и почиње борба за њен живот. Заљубљени пар Ева и Ристић траже место где могу на кратко да се осаме, али им то баш и не полази за руком. Каја и даље сређује нови стан у који се уселила, а у томе јој помаже Дарко. У Ургентни центар доводе човека кога су ударила кола. Док је он покушавао да саопшти лекарима ко га је ударио, Павловић му не дозвољава да прича да се не би умарао. Стиже и сведок који је видео несрећу и запамтио број таблица. Кад су схватили ко га је ударио, стање се усложило. Марка Павловића зову телефоном и саопштавају му да су му жена и ћерка имале удес па он хитно одлази за Нови Сад да буде поред њих, али тамо је и Коста, човек са којим су имале удес, а жена му саопштава да се заљубила у њега.                                                                                                  |              |                                       |                      |                   |                      |
| 36 | 20           | „Чудо се дешава овде”                 | Данило Бећковић      | Сара Радојковић   | 20. новембар 2018.   |
| Каја и Дарко проводе прву ноћ у свом стану. У Ургентном центру након дербија и још једна туче навијача има пуно повређених, али овог пута и деце. Марко покушава да реши породичне ствари и да се навикне на новонастало стање. Сари Коларов стиже дечко кога је упознала на путу, а сви остају затечени призором њих двоје. Станку др. Лукић прекида Дарко који је довезао рањене са свадбе, а она даје све од себе да спасе повређеног свештеника, али на жалост, у томе не успева. Др. Рефик после више покушаја успева да обори временски рекорд приликом операције. |              |                                       |                      |                   |                      |
| 37 | 21           | „Мртвило лета”                        | Владимир Петровић    | Сара Радојковић   | 26. новембар 2018.   |
| Мирну ноћ у Ургентном центру и сан др. Лукић прекинуо је један позив. У болницу је стигла беба без свести која не дише, а Видоје и Дарко су довезли децу коју су пронашли у једном стану. Деца су неухрањена, са губитком течности и нашли су их без родитеља. Марку је на посао стигла тужба за развод брака. Милица је покушавала да га орасположи. Др. Коларов је прочитала Наташи извештај стажерске процене у Ургентном центру. Наташа је остала затечена, али и даље при томе да може и хоће да ради у екипи. Каја јој је дала савете и указала на грешке које је направила. Др. Рефик Петровић је постао сарадник на истраживању што му је донело одређене повластице у Ургентном. |              |                                       |                      |                   |                      |
| 38 | 22           | „Истините лажи”                       | Владимир Петровић    | Владимир Петровић | 27. новембар 2018.   |
| Марко покушава да олакша ћерки новонастало стање и да што безболније прође кроз његов развод са Невеном. Наташа је саопштила Рефику да је поднела хартије за развод брака и да је њен брак завршен. Др. Илић је позвао Рефика на вечеру на којој ће бити врхунски хирурзи и напоменуо му да може да поведе некога, а он је позвао Наташу Бајић да пође са њим. Др. Илић и др. Ферик су после пар недеља одлучили да отпусте болесницу Олгу. Ристић ју је заједно са њеним супругом отпратио до кола. Само пар сати касније, у Ургентни центар су кола хитне помоћи довезла Олгу без свести. Ана је завршила са радон на пријавници Ургентног центра па је разговарала са Немањом Арсићем и пољубила га кад се иза њих појавила Каја која их је погледала у неверици. |              |                                       |                      |                   |                      |
| 39 | 23           | „Није лако бити Павловић”             | Владимир Петровић    | Марко Бацковић    | 3. децембар 2018.    |
| Др. Коларов и др. Шћепановић су предложили Милицу Лукић као главну кандидаткињу за место начелника специјализаната за следећу годину. Др. Лукић се плаши да то прихвати због све већих обавеза око бебе Милице. Први је радни дан Петри, девојци која ће радити на шалтеру заједно са Љубом. Екипу др. Илића и др. Рефика дели још једна анеуризма како би се уписали у историју здравства. Баш је један такав случај доспео код Еве. Ристић је покушао да је убеди да болесник нема анеуризму и да је одговори од тога да болесника одведе код др. Илића. Сплетом околности, снимак је завршио у ординацији код др. Илића. Др. Илић и др. Петровић су задивљени Ристићем који је, како они мисле, спасио живот болеснику јер је открио анеуризму. Ристић није оклевао ни тренутак и прихватио је похвале на свој рачун. Марко Павловић је слободан дан провео на послу. |              |                                       |                      |                   |                      |
| 40 | 24           | „Исправна ствар”                      | Владимир Петровић    | Марко Бацковић    | 4. децембар 2018.    |
| Др. Неводић и др. Илић су завршили операцију болесника без др. Петровића који се успавао и закаснио на операцију. Седамнаестогодишњак је пао са мотора пред Марком и Милицом који су се враћали у Ургентни са паузе. Момак је повредио ногу, али је преплашен због оца који сваког часа треба да стигне у болницу и који му није дозволио да вози мотор. Марко је одлучио да му помогне на необичан начин. Немањи Арсићу је рођендан па је отац решио да га изненади и покушао да се оправда за своје поступке. |              |                                       |                      |                   |                      |
| 41 | 25           | „Даривање деце”                       | Владимир Петровић    | Марко Бацковић    | 10. децембар 2018.   |
| Др. Рефик Петровић је приметио промене у свом стању на послу откад је напустио проучавања истраживања др. Илића. Милицу Лукић и бебу Милицу је пробудио интерфон јер су дошли из службе за социјални рад у проверу поводом Миличиног захтева за усвајање. Др. Павловић је морао хитно да породи жену која је у 34. недељи трудноће и којој је остало још јако мало живота због карцинома који је у поодмаклој фази. Немања је отишао у ресторан да врати оцу поклону који му је дао за рођендан јер не жели да га прихвати, али је ипак одлучио да овог пута саслуша оца шта има да му каже. |              |                                       |                      |                   |                      |
| 42 | 26           | „Исцелитељи”                          | Небојша Радосављевић | Марко Бацковић    | 11. децембар 2018.   |
| Каја је примила позив да у Ургентни центар стижу повређени из пожара. Др. Павловић је издао наређења како би спремно дочекали повређене. Милица Лукић је закаснила на посао јер је била у Служби за усвајање и чека на исходе Службе за социјални рад. Павловић је покушао хитно да је добије јер је неопходно да сви лекари буду на окупу. |              |                                       |                      |                   |                      |
| 43 | 27           | „Игра упадања”                        | Небојша Радосављевић | Марко Бацковић    | 17. децембар 2018.   |
| Марко Павловић је променио доста ствари откако се развео. Једна од њих је и изглед. Дуња и даље покушава да поврати старатељство над малом Милицом. Миран дан у Ургентном центру су прекинули Дарко и и нови техничар кад су довезли повређене болеснике из удеса. Момак који је покосио пешаке је такође повређен. Приликом прегледа његовог картона, др. Лукић и др. Петровић су приметили да је био примљен у Ургентном и пре четири месеца када га је примио и прегледао др. Немања Арсић. На његовим снимцима су приметили да има тумор костију који др. Арсић није раније приметио. Никола Ристић је примљен у стални радни однос у Ургентном центру. |              |                                       |                      |                   |                      |
| 44 | 28           | „Смена у ноћи”                        | Небојша Радосављевић | Марко Бацковић    | 18. децембар 2018.   |
| Ноћ. Марко се спремио да легне, али га је пробудио глас Коларове на секретарици због чега мора на посао јер је тешка ноћ у Ургентном центру, а Арсић се повредио. Превише је болесника па су др. Павловић и Никола Ристић једва постигли све, а помогла им је нова болничарка Зое док им се нешто касније придружио и др. Шћепановић. У свој гужви са којом се једва борио, Марка је позвала бивша супруга и рекла му да им ћерки није добро. У Ургентни центар болесници само пристижу. Дуња је покушала да преко Марка дође до Милице и бебе. Милица је дала отказ заступнику који јој је објаснио да Дуња може да поврати старатељство над маленом Милицом уколико има посао. |              |                                       |                      |                   |                      |
| 45 | 29           | „Пожар у утроби”                      | Небојша Радосављевић | Сара Радојковић   | 24. децембар 2018.   |
| Одмах пошто је Љуба покварио изненађење које је Ристић спремио за Еву, један момак (Јаков) је налетео на Еву. Испоставило се да је Јаков стари Евин друг са којим је некада била присна и да је такође нови стажиста на хирургији. Ристић се очајнички такмичио са Јаковом након што је сазнао да је Јаков већ радио операције које он није. Лукићка је имала састанак у вези са старатељством над малом Милицом. Рефик је направио грешку тако што је послао кући некога кога је требало да прими и закључио да неки хирурзи не желе да раде са њим због догађаја са Арсићем од пре неколико дана. |              |                                       |                      |                   |                      |
| 46 | 30           | „Болест непознатог порекла”           | Небојша Радосављевић | Сара Радојковић   | 25. децембар 2018.   |
| Лукићка не жели да размишља о чињеници да Дуња добије старатељство над малом Милицом па се потпуно удубила у свој посао. Касније је су јој др. Коларов и Павловић признали да размишљају о томе ко би могао да буде начелник специјализаната следеће године. Коларова се у међувремену надала да ћа бити изабрана за специјализанта године. Да би могао да дипломира, Ристић је морао да обави педијатријску ротацију па је морао да помаже Арсићу у наредних неколико недеља. Арсић је у међувремену спавао са Калином са којом је и његов отац спавао. Дарко је постао све нападнији па је гурнуо једног просјака који му је просио на прозору кола па је момак завршио у болници. Павловић и Невена су се сложили да разговарају о разводу. |              |                                       |                      |                   |                      |
| 47 | 31           | „Узми ова сломљена крила”             | Бојан Вук Косовчевић | Сара Радојковић   | 25. фебруар 2019.    |
| Мирно јутро и пријатељски разговор доктора Коларов и Павловића у Ургентном центру прекида хитан случај − покушај самоубиства. Mарко покушава да сазна зашто др. Коларов и даље не подржава др. Лукић за место шефа специјализанатa. У ургентни стиже мајка са шестомесечном бебом која не дише. Бебу преузима др. Лукић која и даље пати због бебе Милице. Један од болесника данас је Стеван Бајић, бивши муж Наташе Бајић. Он је дошао на преглед због умора, међутим, стижу налази да је ХИВ позитиван. Немања остварује везу са бившом девојком свог оца. |              |                                       |                      |                   |                      |
| 48 | 32           | „Др. Никола Ристић”                   | Бојан Вук Косовчевић | Сара Радојковић   | 26. фебруар 2019.    |
| Павловић је постигао договор са Коларовљевом - он ће подржати њену пријаву за место у Ургентном центру ако она заузврат подржи Лукићку за шефицу стажиста. Ристић ће коначно дипломирати и жели да Рефик присуствује забави коју његова породица приређује за њега. Нажалост, Ристић одлучује да остане са малом болесницом који чека пресађивање јетре и пропусти своју прославу дипломирања. Са вестима које је добила о здрављу свог бившег супруга Стеве, Наташа Бајић одлучује да се сама испита. Арсићева девојка Калина је кривотворила његов рецепт за перкодан. Дечко Каје Грујић, Дарко, одбија да оде на саветовање за обуздавање беса. Марку је бивша жена Невена рекла да ће се поново удати. Сандра је питала Павловића да ли би хтео да буде старатељ њене деце. |              |                                       |                      |                   |                      |
| 49 | 33           | „Др. Ристић, претпостављам”           | Бојан Вук Косовчевић | Сара Радојковић   | 4. март 2019.        |
| Ристићу је први лекарски дан у Ургентном центру. Наташа Бајић је добила налазе испитивања на ХИВ. И Рефик такође чека налазе. Немања Арсић има нову девојку. Бурна ноћ је у Ургентном центру и прво дежурство др. Ристића који се снашао баш најбоље, али ту је Рефик који све прати. |              |                                       |                      |                   |                      |
| 50 | 34           | „Нека игра почне”                     | Бојан Вук Косовчевић | Сара Радојковић   | 5. март 2019.        |
| Никола Ристић је поново закаснио на посао. Каја има новчаних тешкоћа, лизинг кућа јој је одузела неплаћена кола, неплаћени рачуни... Због реновирања и реконструкције Ургентног центра, многи су у страху за своје радно место. Др. Сара Коларов је сазвала састанак. Нови начелник Ургентног центра уместо Шћепановића постао је др. Димитрије Принцип. После напорног дана на послу, Павловић је отишао на вечеру са познаницом. На путу до ресторана, они су срели Милицу која је такође изашла на састанак. |              |                                       |                      |                   |                      |
| 51 | 35           | „Не питај, не говори”                 | Бојан Вук Косовчевић | Сара Радојковић   | 11. март 2019.       |
| Услед реновирања ВМА-а дошло је до великих промена у Ургентном центру. Нови управник, нови лекари, нови болничари. Др. Лукић и др. Павловић су упознали нову сарадницу Меги, специјализанткињу хитног здравства. Др. Рефик Петровић покушава да добије др. Чалић и место на дечјој хирургији. Милица је позвала Марка да крене са њом на пут. Сара Коларов се обратила Наташи, пружила јој подршку и саопштила да зна је ХИВ позитивна. |              |                                       |                      |                   |                      |
| 52 | 36           | „Последњи позив”                      | Бојан Вук Косовчевић | Сара Радојковић   | 12. март 2019.       |
| Све је било спремно за предавање које је др. Рефик Петровић требало да прикаже начелнику Димитрију Принципу и др. Чалић, међутим, пожар га је уништио. Ноћ коју је Немања Арсић провео са непознатом девојком претворила се у ноћну мору − девојци је позлило па ју је хитно пребацио у Ургентни центар. Ствар је настала кад су схватили да девојка нема исправе, а немају ни здравствени картон нити знају како се зове, а девојке има нападе који се стално понављају. |              |                                       |                      |                   |                      |
| 53 | 37           | „Духови”                              | Бојан Вук Косовчевић | Сара Радојковић   | 18. март 2019.       |
| Тежак дан у Ургентном центру. Саобраћајна несрећа у којој је ћерка остала и поред свих напора др. Ристића и осталих без тате. Милица Лукић се после одмора вратила на посао. Марко Павловић ју је цео дан очекивао са нестрпљењем. Каја није сигурна да ли жели да наставља усавршавање па је отишла на вечеру са Немањом Арсићем. |              |                                       |                      |                   |                      |
| 54 | 38           | „Страх од летења”                     | Бојан Вук Косовчевић | Сара Радојковић   | 19. март 2019.       |
| Жика је постала болничарка. Четворочлана породица је довезена у Ургентни центар због тешке саобраћајне несреће. Цела екипа лекара успева да спаси оца, мајку и сина, а једна погрешна одлука на своју руку др. Рефика Петровића довела је до тога да да код петогодишње девојчице услед операције дође до сложености и престанка рада срца. Др. Сара Коларов покушава да поврати девојчицу, саопштавајући да ће она бити крива ако девојчица умре, али и др. Рефик. Арсић је посаветовао Марка да коначно призна Милици своја осећања. |              |                                       |                      |                   |                      |
| 55 | 39           | „Нема мозга, нема електронике”        | Бојан Вук Косовчевић | Сара Радојковић   | 25. март 2019.       |
| Јако тежак дан у Ургентном центру - довезли су упуцаног седамнаестогодишњака који већ 20 минута не дише. Др. Арсић је покушао све како би га повратио, међутим није успео па је прогласио смрт момка у тренутку кад је др. Рефик Петровић одлучио да оспори његову одлуку и настави са реанимацијом. Др. Арсић је примио болесника са угризом човека, али ово пута се његовој одлуци о лечењу супротставио др. Павловић па је он љутито отишао. Марко и Каја су разговарали. Каја га је посаветовала да разговара са Милицом и да јој искрено каже да је не гледа само као другарицу. Марко је посумњао да Милица има нешто више са Шћепановићем па је одлучио да разговара са њом и отишао код ње. |              |                                       |                      |                   |                      |
| 56 | 40           | „Одлазак”                             | Бојан Вук Косовчевић | Сара Радојковић   | 26. март 2019.       |
| Меги је бил сведокиња покушаја убиства кад је једна мајка покушала да убије своје нерођено дете па је дала све од себе да спаси дете и мајку. Др. Милици Лукић је данас последњи дан у Ургентном центру јер она жели све да промени и почне живот испочетка па одлази у Немачку у Минхен, а сарадници јој спремају испратницу иако знају да то не воли. Марко је очајан. |              |                                       |                      |                   |                      |
| 57 | 41           | „Не питај ме ништа, нећу да те лажем” | Небојша Радосављевић | Сара Радојковић   | 1. април 2019.       |
| Марко Павловић се тешко носи са одсуством Милице. Усамљеност лечи на послу, али не жели то да призна. У Ургентни се на преглед јавио Стева Бајић због тешкоћа са дисањем. Др. Павловић га је прегледао и у разговору сазнао да је он бивши супруг Наташе Бајић и да је ХИВ позитиван што му је отворило питање да ли се Наташа испитала па је одлучио да поразговара са њом, али је био неповерљив кад му је рекла да се испитала и да је ХИВ негативна. Марко је одлучио да преко Петре која има увид у поверљиве податке о болесницима погледа Наташин картон. Др. Чалић и Ристић су подигли своју везу на виши ниво. Арсић помаже Каји око испита и бива јој велика подршка. |              |                                       |                      |                   |                      |
| 58 | 42           | „Бескућници”                          | Небојша Радосављевић | Сара Радојковић   | 2. април 2019.       |
| Др. Сара Коларов има тешкоћа јер није пријавила кад је сазнала да је Наташа Бајић ХИВ позитивна. У овим тешким тренуцима за Наташу, Сара је уз њу и пружа јој највећу подршку. Наташа се поново испитала. Начелник Димитрије, др. Коларов и др. Павловић покушавају да донесу одлуку која ће бити у најбољу корист и њих као шефова, Наташе и болесника. Меги има случај породичног насиља па је покушава да помогне Бојани која је у почетку оклевала да ли да призна да трпи телесно насиља од супруга. |              |                                       |                      |                   |                      |
| 59 | 43           | „Ноћна смена”                         | Небојша Радосављевић | Сара Радојковић   | 8. април 2019.       |
| Ристић жели да пређе на педијатрију, али не може без препоруке Тамаре Чалић. Пред њен пут у Пакистан, она и Ристић су се мало опустили, а у лекарску собу је у пола ноћи ушао Рефик и затекао их. Каја је на мукама. Како би смањили трошкове у Ургентном центру, она мора да одлучи којим двема болничаркама ће дати отказ данас. Др. Рефик се сукобио са др. Зораном. И поред свега, Рефик сматра да је Зоран у неким стањима немаран. Зоран је тешко поднео Рефикове придике. У неко доба су у Ургентни центар довезли болесника који је покушао да се убије. Болесник се бацио под воз. У току реанимације, болеснику је зазвонио мобилни, а сви присутни у сали су схватили да се ради о њиховом сараднику Зорану. |              |                                       |                      |                   |                      |
| 60 | 44           | „Посмртно”                            | Небојша Радосављевић | Сара Радојковић   | 9. април 2019.       |
| Болничарка Зоје и Марко уживају у својој вези. Марко користи сваки тренутак да Зоје поклони пажњу и стави јој до знања колико му значи. Данас је помен др. Зорану Бошковићу. Ристић наваљује да Рефик одржи говор, али Рефик одбија. Он је сазнао да се води истрага о томе да ли он има везе са Зорановим самоубиством и да ли је свађа са Рефиком утицала на то. Вања је преживела телесно насиље и обратила се немањи Арсићу за помоћ. Др. Арсић је и поред њене молбе да не зове полицију одлучио да јој помогне и пријави случај. Болничарке су обуставиле рад. У Ургентни центар су довезли бескућника којем је болничарка Каја грешком дала погрешну крвну групу па је болесник умро. |              |                                       |                      |                   |                      |
| 61 | 45           | „Будале богаташке”                    | Небојша Радосављевић | Сара Радојковић   | 15. април 2019.      |
| Марко хоће да раскине са Зоје па је од Немање Арсића тражио савет како да то најбезболније уради. Др. Сара Коларов и др. Марко Павловић су примили на обуку 6 нових стажиста 4. године. Рефик је у чекаоници угледао Јасну која не жели да разговара са њим. Љиља му је саопштила да је Јасна дошла на преглед код др. Гонцић. Он се изненадио и прву на шта је посумњао је да је Јасна трудна. Јасна му је по изласку из ординације саопштила да, иако више нису заједно, жели да задржи дете. Др. Никола Ристић је добио понуду да се прикључи екипи др. Недовић. Каја је удаљена са посла због грешке коју је направила. |              |                                       |                      |                   |                      |
| 62 | 46           | „Ко је сад срећан?”                   | Катарина Живановић   | Сара Радојковић   | 16. април 2019.      |
| Марко Павловић се много променио од развода. Оно што је раније било својствено Немањи и због чега су се често сукобљавали сада и он ради па је улетео у везу са једном болесницом. Др. Ристићу је др. Петрович потписао препоруку и он је коначно у екипи др. Недовић. Рефику се упалило слепо црево па га је др. Коларов одмах послала на операцију. У операционој сали су га сачекали Ристић и Недовићева. Франић и Наташа Бајић су постали све ближи. |              |                                       |                      |                   |                      |
| 63 | 47           | „Дуги обилазак”                       | Катарина Живановић   | Сара Радојковић   | 22. април 2019.      |
| Мирно јутро су прекинула два пљачкаша који су упали у продавницу и купце унутра узели за таоце. Ту је и Каја. У једном тренутку, радник из продавнице је извадио пиштољ и ранио једног пљачкаша. Каја покушава да му помогне. Други је успео да нађе излаз и узме Кају за таоце. Стигао је и полицајац који је запуцао. Све се усложило. |              |                                       |                      |                   |                      |
| 64 | 48           | „Вера”                                | Катарина Живановић   | Сара Радојковић   | 23. април 2019.      |
| Рефик је саопштио Јасни да жели да буде ту због детета, али не и да се жени, а Јасна такав однос не жели. Главна сестра Катарина Грујић је после три недеље удаљавања са посла враћена на посао. Зоје је напустила Ургентни центар и отишла у Немачку. Др. Марко Павловић и др. Мандић покушавају да убеде одбор за пресађивање и ураде све што је у њиховој моћи како би Јелица била стављена на списак чекања за ново срце. |              |                                       |                      |                   |                      |
| 65 | 49           | „Племена”                             | Катарина Живановић   | Сара Радојковић   | 29. април 2019.      |
| У Ургентни центар је хитна помоћ довезла повређене из пуцњаве. Др. Марко Павловић је дао све од себе да спаси болеснике, али има великих тешкоћа са братом једног од повређених. Јасна је имала лакшу саобраћајну несрећу па су је довезли на преглед у Ургентни, али она не жели да Рефик присуствује прегледу. Једног од упуцаних навијача је др. Павловић и поред свих напора изгубио. |              |                                       |                      |                   |                      |
| 66 | 50           | „Живота ти”                           | Катарина Живановић   | Сара Радојковић   | 30. април 2019.      |
| Наташа је после дугог размишљања одлучила да отпутује са др. Франићем на романтични викенд. Међутим, један случај у Ургентном центру им је променио планове. Каја има тешкоћа у комуникацији са др. Мандић. Др. Принцип је одлучио да једног болесника пребаци на интензивну негу због превеликог ризика и одустане од операције. Тој одлуци се др. Ристић успротивио и одлучио да послуша свој нагон па је спремио болесника за операцију. Због те одлуке је упао у тешкоће са начелником и др. Недовић који треба да одлуче о поступцима његове својевољне одлуке. Марко Павловић има мањих тешкоћа у васпитавању своје ћерке која је у пубертету. Наташа Бајић је одлучила да вече проведе поред бившег супруга. |              |                                       |                      |                   |                      |
| 67 | 51           | „Позив др. Грујић”                    | Небојша Радосављевић | Сара Радојковић   | 6. мај 2019.         |
| Стигли су резултати Кајиног пријемног испита, а она нема храбрости да их погледа. Немања Арсић ју је охрабривао. Др. Ристић је два пута у истом дану спасио живот рањеном болеснику. Др. Кораћ је направио пропуст који је болесника после операције могао да дође живота и одлучио да га прикрије. Ристић је у недоумици шта да ради. Рефик се потрудио да се у сваком тренутку нађе Јасни и да буде поред ње, али Јаснина очекивања су била много већа од оног што је Рефик био спреман да пружи. |              |                                       |                      |                   |                      |
| 68 | 52           | „Насумични чинови”                    | Небојша Радосављевић | Сара Радојковић   | 7. мај 2019.         |
| Захваљујући Рефику, млади Ристић је добио прилику о којој је сањао. Наташа Бајић је сазнала од супруга да ће се подврћи новом огледном лечењу од ХИВ-а. Незадовољан опхођењем према његовој ћерки у Ургентном центру, отац девојчице је извређао др. Павловића. |              |                                       |                      |                   |                      |
| 69 | 53           | „Пожели жељу”                         | Небојша Радосављевић | Сара Радојковић   | 13. мај 2019.        |
| Стева и Наташа Бајић су поново заједно. Јасни је кренуо порођај пре времена, Рефик се уплашио, а ствари су се усложиле. Марко Павловић се после батина вратио на посао. Данас је Каји рођендан, а сарадници су јој спремили прославу изненађења иако су знали да она то не воли. |              |                                       |                      |                   |                      |
| 70 | 54           | „Још један за пут”                    | Небојша Радосављевић | Сара Радојковић   | 14. мај 2019.        |
| Преподневна смена у Ургентном центру још није почела, али сви су поранили на посао. Др. Арсић, Жика, др. Стошић. Рефик је и ову ноћ провео у болници поред сина коме је стање непромењено. Др. Стошић и др. Арсић су примили седамнаестогодишњу девојку у полусвесном стању. Др. Ристић и даље стоји при својој одлуци да жели да напусти хирургију и ради у ургентном здравству, међутим, и поред ургирања др. Коларов, начелник Принцип не жели ни да чује за то. Каја се вратила са састанка, а у мраку испред улаза ју је чекао Немања већ сатима. Он је одлучио да је пољуби. |              |                                       |                      |                   |                      |
| 71 | 55           | „Заседа”                              | Небојша Радосављевић | Сара Радојковић   | 20. мај 2019.        |
| У Ургентном центру је врло узбудљив дан. Чекаонице су препуне болесника, а ТВ екипа је у згради и прави репортажу о једном узбудљивом дану лекара и запослених у овој установи. Др. Шћепановић је доживео инфаркт миокарда и налази се у болници. Рефик је и даље љут на Ристића који је одустао од хирургије и прешао на хитно здравство. У Ургентни центар болничари су довели тешко претученог дечака и човека који је покуша да му помогне при чему је и он тешко повређен. Др. Ристић да је све од себе да спасе живот тешко повређеном болеснику. |              |                                       |                      |                   |                      |
| 72 | 56           | „Нешто ново”                          | Катарина Живановић   | Сара Радојковић   | 21. мај 2019.        |
| Др. Шћепановић је и даље у болници и опоравља се од срчаног удара. Док је спречен да обавља своју дужност, њега мења др. Коларов. Каја и Немања уживају у обновљеној вези. Данас је велики дан за Рефика и Јасну који коначно могу да одахну јер је њиховом сину стање уравнотежено и данас га после три недеље борбе скидају са апарата. Рефик је и даље уплашен. Каја и др. Павловић су разговарали са кандидатима за рад на пријемном у Ургентном центру. Један од пријављених је и Петра која по сваку цену жели да остане да ради у Ургентном центру. Марку Павловићу је стигао позив за суд јер га је породица једног преминулог болесника тужила за несавесно лечење. Марко је и даље убеђен, без обзира на јако покриће полиције, да га је брат тог болесника напао пре пар недеља у Ургентном центру. |              |                                       |                      |                   |                      |
| 73 | 57           | „Пријатељска ватра”                   | Катарина Живановић   | Сара Радојковић   | 27. мај 2019.        |
| Рефик је у чуду јер не може да пронађе своју бебу и не може да се начуди што је његова девојка одлучила да спроведе један захват над бебом, а да га није питала. Докторка Коларов је захтевала да др. Арсић што пре реши ствар са документацијом. Марко је је напет јер је преуморан. |              |                                       |                      |                   |                      |
| 74 | 58           | „Кад се грана сломи”                  | Катарина Живановић   | Сара Радојковић   | 28. мај 2019.        |
| Марко и даље не може да се доведе у ред после свега што је проживео. Његово стање је почело да утиче и на његову ћерку због чега је Марко ушао у расправу са бившом супругом. Др. Стошић је још једном доживела непријатно стање са др. Арсићем пред болесником. Помахнитали моториста је ударио у аутобус пун деце. У Ургентни центар је стигло доста повређених. Каја се суочила са новом тешкоћом на послу после прошлогодишњег удаљавања са посла. Она је била сигурна да ће је др. Павловић подржати, али он не жели да потврди да Катарини дете није испало јер је у тренутку када је он ушао у собу дете већ лежало на поду. |              |                                       |                      |                   |                      |
| 75 | 59           | „Добар додир, лош додир”              | Катарина Живановић   | Сара Радојковић   | 3. јун 2019.         |
| Марко Павловић је имао саслушање по тужби једног болесника. Др. Принцип је саопштио Рефику да очекује да се сада када му је син добро и коначно кући поново највише што може посвети послу. Др. Рефик је после доста времена и година коначно одао признање Ристићу да је могао да буде одличан хирург и да му је криво што је одустао од хирургије. Чини се да и сам др. Ристић помало пати због своје одлуке. Каја је представила др. Коларов нове замисли о унапређењу односа са болесницима. |              |                                       |                      |                   |                      |
| 76 | 60           | „Нулта тачка”                         | Катарина Живановић   | Сара Радојковић   | 4. јун 2019.         |
| Др. Марко Павловић може коначно да одахне јер је решена тужба која је била подметнута против њега. Ристић је желео да преко своје баке помогне Каји да јој Министарство одобри средства за рад који је желела да покрене у Ургентном центру. Марко и Петра су све ближи и приснији и то примећују сви њихови сарадници. Др. Сара Коларов је саопштила Наташи Бајић да јој неће више продуживати уговор који јој истиче крајем месеца. |              |                                       |                      |                   |                      |

## Филмска екипа
- Извршни продуценти: Вук Вукићевић 
 Горан Стаменковић
- Адаптација сценарија: Сара Радојковић 
 Марко Бацковић
- Помоћник редитеља: Срђан Микић
- Монтажа: Немања Радић 
 Гаврило Јовановић 
 Дејан Луковић
- Директор фотографије:Радослав Владић 
 Дарко Станојев
- Сценографија: Јелена Симић 
 Ивона Летић
- Костим: Јелена Здравковић 
 Оливера Радичевић 
 Ана Ристић
- Режија: Милан Тодоровић 
 Небојша Радосављевић 
 Катарина Живановић 
 Бојан Вук Косовчевић 
 Владимир Петровић 
 Данило Бећковић